# Landtag Schwarzburg-Rudolstadt (1874–1877)
Dieser Artikel behandelt den  Landtag Schwarzburg-Rudolstadt 1874–1877.

## Landtag
Die Landtagswahl fand am 16. März 1874 statt.
Als Abgeordnete wurden gewählt:
| Name                                               | Partei    | Wohnort       | Kurie | Wahlkreis                        | Anmerkung                                                                 |
| -------------------------------------------------- | --------- | ------------- | ----- | -------------------------------- | ------------------------------------------------------------------------- |
| August Julius Gustav Friedrich Ludwig von Beulwitz | DRP       | Rudolstadt    | AW    | Leutenberg                       | Ausgeschieden am 14. September 1876 wegen der Ernennung zum Regierungsrat |
| Adolph Emil Birckner                               |           | Rudolstadt    | AW    | Rudolstadt II                    | Eingetreten für Neumann am 3. November 1875                               |
| Anton Christian Garthoff                           |           | Frankenhausen | HB    | Landratsamtsbezirk Frankenhausen |                                                                           |
| Ludwig Karl von Holleben                           | DRP       | Königsee      | AW    | Königsee II                      |                                                                           |
| Heinrich Eduard Knoch                              | NLP       | Blankenburg   | AW    | Blankenburg                      |                                                                           |
| Friedrich Emil Kühn                                | F         | Königsee      | AW    | Königsee I                       |                                                                           |
| Liborius Woldemar Liebmann                         |           | Oberweißbach  | AW    | Oberweißbach                     |                                                                           |
| Ernst Emil Eduard Meisel                           | NLP       | Geiersthal    | AW    | Katzhütte                        |                                                                           |
| Gustav Albert Meißner                              |           | Stadtilm      | HB    | Landratsamtsbezirk Rudolstadt    |                                                                           |
| Johann Constant Delius Mohr                        |           | Aschau        | HB    | Landratsamtsbezirk Königsee      |                                                                           |
| Carl Gustav Neumann                                |           | Rudolstadt    | AW    | Rudolstadt II                    | Mandat am 20. Mai 1874 niedergelegt. Nachfolger: Birckner                 |
| Gustav Adolf Friedrich Picard                      |           | Schlotheim    | AW    | Schlotheim                       |                                                                           |
| Freund Gottfried Gottlob Carl Scherf               | F         | Rudolstadt    | AW    | Rudolstadt I                     |                                                                           |
| Bernhard Specht                                    |           | Rudolstadt    | HB    | Landratsamtsbezirk Rudolstadt    |                                                                           |
| Friedrich Carl Albert Julius Starke                |           | Stadtilm      | AW    | Ilm                              |                                                                           |
| Wilhelm Carl Weinreich                             |           | Ringleben     | AW    | Frankenhausen II                 |                                                                           |
| Johann August Friedrich Welke                      | SDAP/SAPD | Frankenhausen | AW    | Frankenhausen I                  |                                                                           |

Der Landtag wählte unter Alterspräsident Anton Garthoff seinen Vorstand. Landtags-Director (Parlamentspräsident) wurde Eduard Knoch. Als Stellvertreter wurde Anton Garthoff gewählt.
Der Landtag kam zwischen dem 6. Mai 1874 und dem 30. Mai 1876 zu 29 öffentlichen Plenarsitzungen in einer ordentlichen und einer außerordentlichen Sitzungsperiode zusammen.